# Istituto di Fisiologia Clinica
L'Istituto di Fisiologia Clinica (IFC) è un istituto biomedico di ricerca ad indirizzo clinico del Consiglio Nazionale delle Ricerche (CNR). La sede istituzionale è presso l'Area della ricerca del CNR di Pisa e opera insieme alle sedi distaccate situate nelle città di Lecce, Massa, Milano, Reggio Calabria, Roma e Siena.

## Storia
Fondato nel 1968 con il nome di Fisiologia Clinica, l'Istituto ha finalizzato le sue attività all'integrazione della ricerca sperimentale con la clinica, l’epidemiologia e la tecnologia più avanzata, con l'obiettivo di estendere la misurazione, prima confinata alla ricerca fisiologica, anche alla pratica clinica.
Dal 2007 le attività cliniche sono gestite dalla Fondazione "Gabriele Monasterio", nata a questo scopo dalla sinergia tra il CNR e la Regione Toscana, ed alla quale IFC è collegata attraverso un atto convenzionale.
Il fondatore dell'istituto, Luigi Donato, ha ricoperto anche il ruolo di direttore dal 1968 al 2007. A lui seguirono: Oberdan Parodi (f.f.) (2007-2008); Eugenio Picano (2008-2014).
Il Direttore dell’Istituto di Fisiologia Clinica è il Dr. Giorgio Iervasi : primo mandato dal 1º Maggio 2014 al 30 aprile 2018; Direttore f.f. dal 1º maggio 2018 al 31 maggio 2019; secondo mandato dal 1º giugno 2019.

## Aree di Ricerca
- Fisiopatologia Clinica e Fattori di Rischio della Salute;
- BioTecnoscienze e Modellazione;
- Epidemiologia e Promozione della Salute;
- Biologia Preclinica e Meccanismi di Malattia;

## Dipendenti
Il personale, distinto in ricercatori, tecnologi, tecnici e amministrativi, ammonta a 250 dipendenti, di cui quattro unità in comando presso la Fondazione Toscana Gabriele Monasterio. Considerando i collaboratori di varia formazione scientifica (tra cui medicina, biologia, chimica, bioingegneria, fisica, statistica, matematica e informatica), il numero di dipendenti sale a circa 500.